# Let It Be
Let It Be là album phòng thu cuối cùng của ban nhạc The Beatles, được phát hành vào ngày 8 tháng 5 năm 1970 bởi Apple Records. Đây cũng là album duy nhất mà George Martin không phải là nhà sản xuất mà thay vào đó là Phil Spector. Cùng với Yellow Submarine, đây là album hiếm hoi của The Beatles bị tạp chí Rolling Stone đánh giá tiêu cực về chất lượng. Album bao gồm một số bài hát nổi tiếng, như "Let It Be", "Get Back", "Across the Universe" và "The Long and Winding Road".
Let It Be đứng thứ 86 trong danh sách "500 album vĩ đại nhất mọi thời đại" của tạp chí Rolling Stone phát hành vào tháng 11 năm 2003.
Hai ca khúc rất nổi tiếng của Paul là "Get Back" và "Let It Be" được dự định cho John lĩnh xướng. Cả hai bài với phần hát chính của John có thể được nghe trong đĩa Let It Be Sessions tập hợp những phiên bản không được phát hành chính thức của album Let It Be.

## Danh sách bài hát
Tất cả các ca khúc được viết bởi Lennon-McCartney, sáng tác khác được ghi cạnh.
| Mặt A | Mặt A                                                        | Mặt A               | Mặt A      |
| STT   | Nhan đề                                                      | Hát chính           | Thời lượng |
| ----- | ------------------------------------------------------------ | ------------------- | ---------- |
| 1.    | "Two of Us"                                                  | McCartney và Lennon | 3:37       |
| 2.    | "Dig a Pony"                                                 | Lennon              | 3:55       |
| 3.    | "Across the Universe"                                        | Lennon              | 3:48       |
| 4.    | "I Me Mine" (George Harrison)                                | Harrison            | 2:26       |
| 5.    | "Dig It" (Lennon/McCartney/Harrison/Richard Starkey)         | Lennon              | 0:50       |
| 6.    | "Let It Be"                                                  | McCartney           | 4:03       |
| 7.    | "Maggie Mae" (chỉnh sửa bởi Lennon/McCartney/Harrison/Ringo) | Lennon và McCartney | 0:40       |

| Mặt B | Mặt B                       | Mặt B               | Mặt B      |
| STT   | Nhan đề                     | Hát chính           | Thời lượng |
| ----- | --------------------------- | ------------------- | ---------- |
| 1.    | "I've Got a Feeling"        | McCartney và Lennon | 3:38       |
| 2.    | "One After 909"             | Lennon và McCartney | 2:54       |
| 3.    | "The Long and Winding Road" | McCartney           | 3:38       |
| 4.    | "For You Blue" (Harrison)   | Harrison            | 2:32       |
| 5.    | "Get Back"                  | McCartney           | 3:09       |